# Alhóndiga (kommunhuvudort)
Alhóndiga är en kommunhuvudort i Spanien.   Den ligger i provinsen Provincia de Guadalajara och regionen Kastilien-La Mancha, i den centrala delen av landet, 80 km öster om huvudstaden Madrid. Alhóndiga ligger 832 meter över havet och antalet invånare är 242.
Terrängen runt Alhóndiga är kuperad åt sydost, men åt nordväst är den platt. Runt Alhóndiga är det glesbefolkat, med 14 invånare per kvadratkilometer. Närmaste större samhälle är Sacedón, 9,2 km sydost om Alhóndiga. 